# Delaki
Delaki is een bestuurslaag in het regentschap Alor van de provincie Oost-Nusa Tenggara, Indonesië. Delaki telt 813 inwoners (volkstelling 2010).